# Abrothrix xanthorhina
El ratón de hocico bayo (Abrothrix xanthorhina), es una especie de roedor sigmodontino del género Abrothrix, ubicado en la familia de los cricétidos. Habita en bosques y arbustales húmedos en zonas frías del extremo sur de Sudamérica.

## Taxonomía
Descripción original
Esta especie fue descrita originalmente en el año 1837 por el naturalista inglés George Robert Waterhouse, con el nombre científico de Mus xanthorhinus.
Localidad tipo
La localidad tipo referida es: “Península Hardy, en las coordenadas: 55°30′S 68°00′O / -55.500, -68.000, al sudeste de la isla Hoste, archipiélago de Tierra del Fuego, Región de Magallanes y de la Antártica Chilena, Chile”.

### Historia taxonómica y relaciones filogenéticas
Este taxón fue incluido en el género Abrothrix en el año 1976.
El conjunto integrado por Abrothrix olivacea-A. xanthorhina presenta una elevada complejidad en relación con la marcada variabilidad morfológica intra e inter-poblacional, lo que condujo a la propuesta de sinonimia del segundo en el primero, aunque se carecía de estudios genéticos comparativos entre ejemplares topotípicos de ambos taxones. Finalmente, en el año 2018, la validez de A. xanthorhina como especie plena fue demostrada sobre la base de un estudio genético en el cual se amplificó y secuenció un fragmento de la región control (RC) del ADN mitocondrial de 59 individuos colectados en tres localidades del sector argentino de la isla Grande de Tierra del Fuego: en el parque nacional homónimo, en Ushuaia y en la reserva Corazón de la Isla. El resultado permitió el hallazgo de 20 haplotipos, los cuales fueron cotejados con los de ejemplares continentales identificados como Abrothrix olivacea: los de 7 individuos que habían sido coleccionados en la provincia de Santa Cruz (Argentina) y los de 125 especímenes depositados en GenBank recogidos en numerosas localidades de Chile. Con la totalidad de la información acumulada, se construyó una red de haplotipos según el criterio de parsimonia estadística. No se hallaron haplotipos en común entre los tres conjuntos. Además, se realizó un análisis de las relaciones filogenéticas empleando diferentes metodologías, lo que arrojó que los especímenes de la isla Grande de Tierra del Fuego conforman un clado propio, bien soportado, correspondiente a una entidad específica distinta de A. olivacea (y de otras especies del género Abrothrix), conclusión en coincidencia con otros resultados de estudios previos de ejemplares isleños en donde se emplearon otros marcadores moleculares.

## Distribución y hábitat
Esta especie sería endémica del archipiélago de Tierra del Fuego, ubicado en el extremo sur de Sudamérica, correspondiente a la provincia de Tierra del Fuego, Antártida e Islas del Atlántico Sur (Argentina) y a la Región de Magallanes y de la Antártica Chilena (Chile).